# David Provan
David Provan (Falkirk, 11 marzo 1941 – 26 novembre 2016) è stato un allenatore di calcio e calciatore scozzese, di ruolo centrocampista.

## Carriera

### Giocatore

#### Club
Esordisce tra i professionisti nel 1958, all'età di 17 anni, con i Rangers, club della prima divisione scozzese. Rimane in squadra anche durante tutti gli anni '60, giocando con buona regolarità e disputando in totale 171 partite (con 9 reti) in campionato. Nel corso di questi dodici anni nel club vince tra l'altro quattro campionati scozzesi, cinque Coppe di Scozia e quattro Coppe di Lega, oltre a giocare varie partite nelle competizioni UEFA per club, tra le quali anche la finale della Coppa delle Coppe 1966-1967, persa per 1-0 contro i tedeschi del Bayern Monaco. In particolare, gioca in tutto 9 partite in Coppa dei Campioni, 11 partite in Coppa delle Coppe e 2 partite (nelle quali segna anche una rete) in Coppa delle Fiere. Nell'estate del 1970 si trasferisce in Inghilterra, ai londinesi del Crystal Palace: trova però poco spazio, giocando solamente una partita di campionato nella prima divisione inglese, e così già nel marzo del 1971 scende in terza divisione al Plymouth, dove rimane fino al termine della stagione 1973-1974 per un totale di 129 presenze e 10 reti in partite di campionato con i Pilgrims. Chiude infine la carriera giocando per una stagione nel St. Mirren, con cui disputa 13 incontri nella prima divisione scozzese.

#### Nazionale
Tra il 1963 ed il 1965 ha giocato in totale 5 partite con la nazionale scozzese. In particolare, il suo esordio avviene il 12 ottobre 1963 sul campo dell'Irlanda del Nord, in una partita amichevole; in totale, delle 5 partite disputate 3 sono delle amichevoli2 partite di qualificazione ai Mondiali e 3 amichevoli e 2 (entrambe contro l'Italia, rispettivamente il 9 novembre 1965 ed il 7 dicembre 1965) in partite di qualificazione ai Mondiali del 1966.

### Allenatore
Dopo il ritiro è rimasto al St. Mirren, dove ha lavorato come vice di Alex Ferguson per tutto il resto della permanenza di quest'ultimo sulla panchina del club. Successivamente dal 1978 al 1983 ha lavorato come osservatore per i Rangers. Tra il 1987 ed il 1991 ha allenato gli Albion Rovers, con cui nella stagione 1988-1989 ha vinto la terza divisione scozzese, trascorrendo poi il biennio seguente in seconda divisione.

## Palmarès

### Giocatore

#### Competizioni nazionali
- Campionato scozzese: 4

Rangers: 1958-1959, 1960-1961, 1962-1963, 1963-1964
- Coppa di Scozia: 5

Rangers: 1959-1960, 1961-1962, 1962-1963, 1963-1964, 1965-1966
- Coppa di Lega scozzese: 4

Rangers: 1960-1961, 1961-1962, 1963-1964, 1964-1965

### Allenatore

#### Competizioni nazionali
- Scottish Second Division: 1

Albion Rovers: 1988-1989